# Rotationszahl (Kontaktgeometrie)
In der Kontaktgeometrie, einem Teilgebiet der Mathematik ist die Rotationszahl eine Invariante von Legendre-Knoten.

## Definition
Sei {\displaystyle (M,\xi )} eine Kontaktmannigfaltigkeit und {\displaystyle L\subset M} ein Legendre-Knoten.
Die Einschränkung von {\displaystyle \xi } auf eine Seifert-Fläche ist trivialisierbar, man erhält einen Isomorphismus {\displaystyle \xi \mid _{L}\simeq L\times \mathbb {R} ^{2}}. Man kann die Ableitung des Legendre-Knotens {\displaystyle \gamma \colon S^{1}\to \mathbb {R} ^{3}} mittels der Trivialisierung als Abbildung {\displaystyle \gamma ^{\prime }\colon S^{1}\to \mathbb {R} ^{2}} auffassen. Ihre Windungszahl ist die Rotationszahl des Legendre-Knotens.

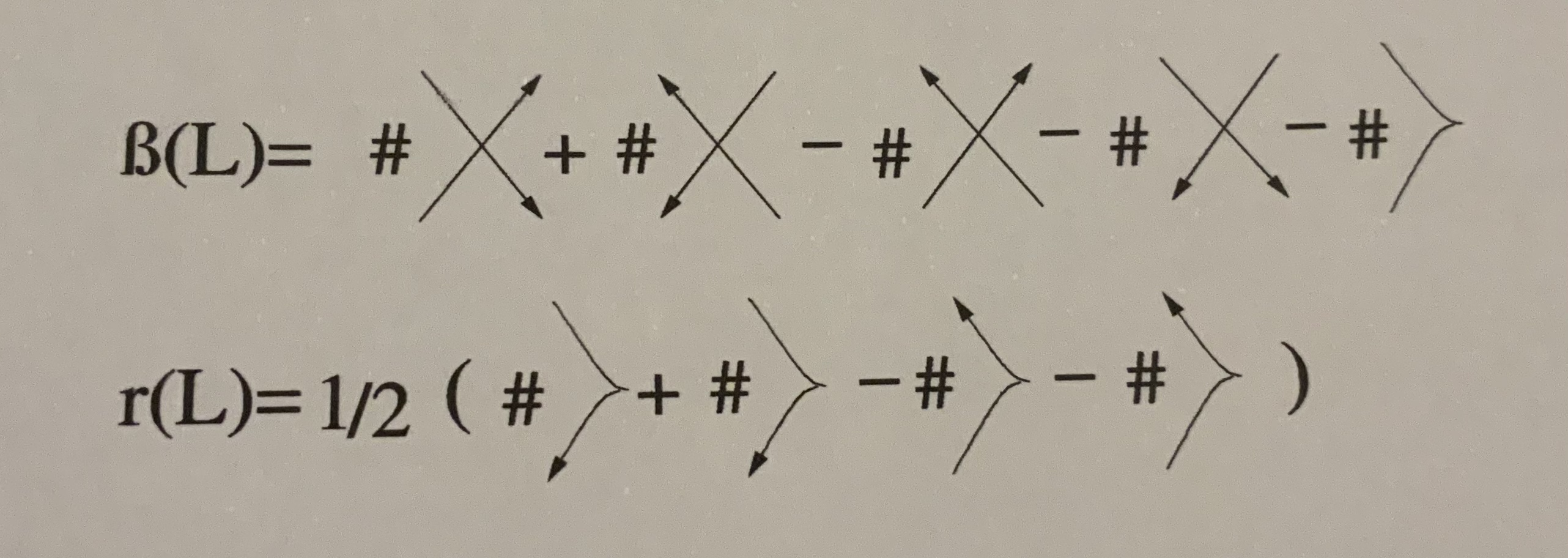
Formeln für Rotationszahl und Thurston-Bennequin-Invariante eines Legendre-Knotens in Frontprojektion

Für die Frontprojektion kann man die Rotationszahl als {\displaystyle {\frac {1}{2}}(\sharp D-\sharp U)} berechnen, wobei D die in Richtung der negativen z-Achse durchlaufenen Cusp-Singularitäten und U die in Richtung der positiven z-Achse verlaufenden Cusp-Singularitäten sind. 
Für die Lagrange-Projektion kann man die Rotationszahl als Umlaufzahl berechnen.